# Данкмарсхаузен
Данкмарсхаузен (њем. Dankmarshausen) општина је у њемачкој савезној држави Тирингија. Једно је од 61 општинског средишта округа Вартбург. Према процјени из 2010. у општини је живјело 1.093 становника. Посједује регионалну шифру (AGS) 16063014.

## Географски и демографски подаци
Данкмарсхаузен се налази у савезној држави Тирингија у округу Вартбург. Општина се налази на надморској висини од 209 метара. Површина општине износи 11,2 km². У самом мјесту је, према процјени из 2010. године, живјело 1.093 становника. Просјечна густина становништва износи 98 становника/km².